# La Force (Dordogna)
La Force è un comune francese di 2 730 abitanti situato nel dipartimento della Dordogna nella regione della Nuova Aquitania.

## Società

### Evoluzione demografica
Abitanti censiti